# Michail Bachtin

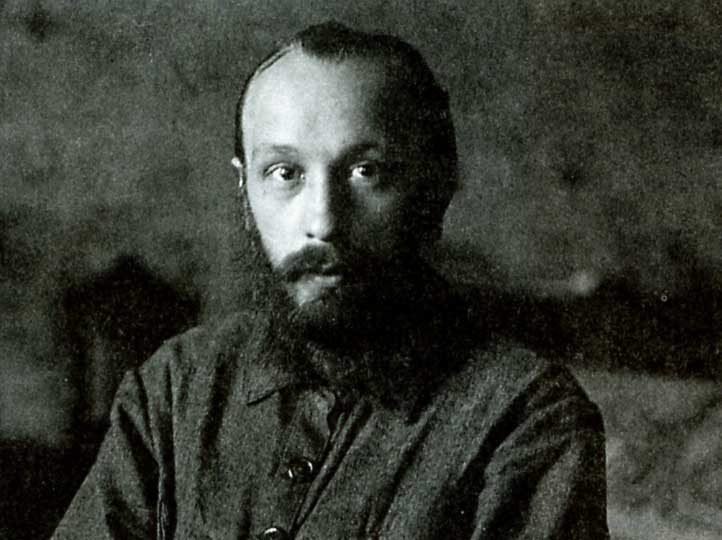
Bachtin in de jaren '20

Michail Michailovitsj Bachtin (Russisch: Михаил Михайлович Бахтин) (Orjol, 17 november [O.S. 5 november] 1895 - Moskou, 7 maart 1975) was een Russische filosoof, literatuurcriticus en semioloog.

## Biografie
Bachtin behoorde in de jaren 20 van de twintigste eeuw tot een groep intellectuelen die zich bezighielden met literaire, religieuze en politieke vraagstukken. De groep hield zich voornamelijk met Duitse filosofie bezig en vanaf dit punt voelde Bachtin zich vooral een filosoof.
In 1924 verhuisde Bachtin naar Sint-Petersburg waar hij een positie aan het Historisch Instituut kreeg. Rond deze tijd besloot Bachtin dat het tijd was om zijn werk met het publiek te delen maar het blad waarin hij wilde publiceren stopte. Moeilijkheden om zijn werk te publiceren zouden hem de rest van zijn leven blijven plagen. Zijn eerste belangrijke werk, Problems with Dostoevsky's Art, verscheen in 1929. Kort hierna werd hij gearresteerd op verdenking van deelname aan de ondergrondse beweging van de Russisch-orthodoxe Kerk en naar Kazachstan verbannen. Hier verbleef hij zes jaar en schreef verschillende belangrijke essays.
Tijdens de Tweede Wereldoorlog verbleef Bachtin in Moskou en leverde hier zijn proefschrift over de Franse schrijver Rabelais en de volkscultuur van de Middeleeuwen in. Veel nadruk krijgt het lachen in die tijd, waarin de maandenlange carnavalsvieringen meer dan tegenwoordig als een parodie op het gewone leven werden beschouwd. Bachtin plaatste de officiële cultuur uit de Middeleeuwen tegenover de volkscultuur van die tijd. Daarin legde hij een link naar de Stalinistische cultuur van zijn tijd: de monopolisering van het bestaan door de partij versus de chaos die door de bureaucratie ontstond. De anarchistische natuur van het proefschrift zorgde voor veel commotie binnen de Russische academische wereld en uiteindelijk werd Bachtin het doctoraat geweigerd.
Na zijn verbanning publiceerde Bachtin enkele werken uit voorzorg op naam van zijn medewerkers die minder streng gecontroleerd werden door het controle-apparaat.
In 1975 stierf Bachtin in Moskou.

## Invloed
Het duurde tot na zijn dood voordat het werk van Bachtin op waarde werd geschat. Tegenwoordig wordt hij gezien als een van de meest invloedrijke figuren in de geesteswetenschappen van de twintigste eeuw.